# Просек
Просек (изписване до 1945 година: Просѣкъ) е средновековен укрепен град на река Вардар, разположена край град Демир Капия в Северна Македония. По време на Втората българска държава е играл важна роля, тъй като контролирал пътя минаващ през долината на реката и се намирал в област, върху която се стремели да установят контрол Българското царство, Византия и Сръбското кралство.

## Местоположение
Крепостната система е разположена по средното течение на Вардар, в северния край на Демиркапийската клисура - 10-километров пролом, който започва от Демир капия и завършва при Удово. Северният му край, наречен Просек, е най-тесен. На това място Вардар прорязва варовиковите скали на планинската верига Кръставац с височина до 220 m. Скалите се спускат отвесно към реката, неоставяйки място за път. Пътят в стари време е прорязан странично в скалите на десния бряг. Крепостите в Просек са охранявали и пътеките през хълмовете от двете страни на пролома. В този район все още лежат останки от дълги каменни стени и няколко крепости, които са защитавали планинските проходи.

## История

### Античност
Поради изключителното си стратегическо положение Просек е обитаван от праисторически времена. В ранната античност пеонските владетели построяват тук силни гранични крепости, за да се защитават от съперничещата им Македония. През римско време селището Стене (Stenae) прераства в град, разположен в равнината при устието на Бошава във Вардар, точно преди входа на Просек. Икономическата основа за неговия просперитет е рудодобивът: добив и обработка на желязо и мед, както и промиването на злато в Дошница.
През Късната античност населението се оттегля на другия бряг на Вардар, на високата скала Марков град. Стене загива икономически и Просек придобива ясно изразен военен характер: няколко крепости и каменни прегради са построени от двете страни на Вардар, за да задържат варварите, които проникват от север към Солунското поле и континентална Гърция. Тази преграда (claustra) е възстановена през VI век под името Мирополис.

### Средновековие
„Този [Хриз] бил по народност влах, присвоил си Струмица, заел крепостта, наречена Просак [Демир Капия], и я превърнал в свое местопребивание, като засилил колкото било възможно повече укреплението ѝ, което още отначало и природата превърнала и създала като недостъпно. Стръмни скали от двете страни така плътно се доближават една до друга, че между тях има само една тясна, недостъпна и стръмна пътека. Останалата част от скалите е недостъпна дори и за козите и е напълно непроходима. Дълбоката река Аксиос [Вардар] обикаля скалите и по невероятен начин ги прави още по-недостъпни. След това се явило и изкуственото укрепление, което, съперничейки с природата, ги направило почти напълно непревзимаеми. Здрави стени били издигнати в единствения достъпен вход и те довършили това свръхестествено укрепление. И такава една крепост като Просак ромеите още от по-рано не забелязали и я изоставили пуста, понеже не обръщали внимание на българите. А Хриз си я присвоил и я направил непревзимаемо убежище срещу ромеите, тъй като там събрал цялата си добре упражнена с оръжие войска, напълнил я изобилно с хранителни припаси и пуснал стада волове и овце да пасат по нейните върхове. Заеманото място от крепостта не е малко. Тя се простира значително на дължина и на широчина и е богата с растителност поради дъждовете и гористите места. Лишена е обаче само от един дар на природата, и то най-добрия: по цялата крепост няма нито един дори съвсем малък извор, който да дава поне една капка вода, няма и изкопани кладенци, а трябва да се слиза до реката и оттам да се носи вода със съдове [хидрии]. Станал владетел на такава крепост, Хриз никак не се изплашил, когато императорът тръгнал на поход срещу него, но се приготвил да му се противопостави.
Твърдините от VI век са отлично запазени и в по-късните векове. Новото славянско име Просѣкъ  се появява за първи път в писмените извори през 1019 година в грамота на византийския император Василий II Българоубиец, където Просек е изброен сред градовете в Мъгленската епархия на Охридската архиепископия е е потвърдено от многобройни археологически находки.
В края на XII век, когато Византия отслабва, струмишкият феодал Добромир Хриз овладява Просек, може би в 1186 година. Тези събития са отбелязани от съвременника Никита Хониат, който описва неуспешната обсадата на крепостта от византийския император Алексий III Ангел в 1199 година. В 1201 година Империята овладява крепостта, но около 1205 година военачалникът на българския цар Калоян Чесмен (Ецусмен), потегля с войска към Солун и за кратко овладява предградията му. През 1207 година Просек е управляван от севастократор Стрез. Просек става столица на голямо княжество, включващо цяла Повардария и Пелагония. След убийството на Стрез около 1215 година Просек и Повардарието падат под властта на Латинската империя, а в 1216 година са овладени от Епирското деспотство. В 1230 година, след битката при Клокотница, българския цар Иван Асен II завладява крепостта заедно с Повардарието. В 1246 година попада под властта на Никейската империя. Около 1328/1230 година Сръбското кралство завладява Повардарието и Просек се управлява от сръбски кефалия. Турците превземат Просек вероятно в 1385 година. В турски документи от XVI век се споменава село Демир капия, чието име е оцеляло до наши дни.

## Крепостна система

### Стрезов град
Крепостта Кале, наречена Стрезов град, югозападно над селото Челевец на десния бряг на Вардар е най-голямата и най-силно укрепена крепост в отбранителната система. Оградената със стени площ е 17 ha и така Кале е най-голямата твърдина в Северна Македония. Крепостта се е издигала върху варовикова скала с височина до 220 m над Вардар, която я обхваща от две страни, а Человечката река е от третата. Страните му са вертикални и е достъпен само през тясна седловина от север. Състои се от няколко части. Горният град, който има две ядра и два акропола. Над южния акропол има отделно укрепен дворец с три кули и голяма цистерна за дъждовна вода. Всички зидове са изградени с хоросан и са добре запазени на терена. Долният град - стопанската част, се простира стръмно по склона западно от Горния град, слизайки в пролома на Человечката река. Това голямо пространство е служило за настаняване на споменатите от Хониат хранителни припаси и многобройните стоки. Третата част - предкрепостта (цвингер) е била оградена със стена без хоросан, което отбеляза и Никита Хониат. На върха се издигат църква и голяма кула, зидани с хоросан. Това пространство е служило за тактически и маневрени цели.
Крепостта е открита от археолога Иван Микулчич в периода 1988 - 1989  година при осъществяването на проекта „Стари градове и твърдини в Средното Повардарие“. Тогава са извършени и топографски проучвания. По-късно, во периода 2015 - 2017 година са извършени сондажни и системани проучвания в местностите Църква и Кула.

### Марков град
Втората крепост, наречена Марков град, е разположена на рида Капен, южно от село Корешница, който е с височината на съседния Стрезов град, от който е отделен с пролома на Человечката река. Заравненият връх с размери 14 ha е бил ограден от стена, зидана с хоросан и укрепена от няколко кули в северната част. В този район е образувано цивилно селище - варошът. На малката и по-долна тераса Църквище край Вардар се е издигала църква с гробище. Многобройни движими находки — монети, бронзови накити, инструменти и други, изковани от желязо — лежат навсякъде в пространството, оголено от ерозията. Монетите са от X - XIV век.

### Кула
Крепостта Кула е разположена на площ от 1 ha на тясно планинско било североизточно от вароша, на десния бряг на Человечката река. Стените й са късноантични. До южната стена е опряно подградие, оградено със сух зид. Крепостта е защитавала най-лесния достъп до вароша Просек от север.

### Кула на Постралец
Твърдината е на десния бряг на Вардар срещу предходните крепости. Разположена е на отвесните скали от южната страна на пролома Просек, за да се контролира пътя по Вардар, както и пътеката по долината на река Постралец. Пътеката се потвърждава и от следи от изсечени колела от каруци, които воловете е трябвало да влачат до пропастта Кръставац на 280 m над Вардар. По тази пътека се е простирала видимата днес късноантична преградна стена на дължина от 1200 m. В западния ѝ край е построена здрава крепост. Крепостта има два акропола и с три кули. Обновена е през Средновековието и в нея лежат основите на няколко солидни сгради. Датирана е по монети от XI и XIII век.

## Гробища
В крепостната система има четири разкрити некропола. В 2015 година на северното плато е открита саркална сграда от VI век, обновена в Средновековието в XII - XIII век с некропол около нея.
На високото 40 m ридче Манастир, в северозападното подножие на Постралец има късноантична базилика с много гробове около нея. Върху средния кораб на базиликата в X - XI век е изградена нова църква. На югоизток има манастирски обекти.
На 400 m югозападно от Манастир в местността Църквище е разкопана втора базилика, върху чийто среден кораб в X век също е изградена църква. Около нея са открити над 500 славянски гроба, датирани от X до XVII век. Това е главният некропол на Просек.
Четвърти по-малък некропол лежи на падината западно от Манастир.